# USS Silversides (SS-236)
L'USS Silversides (SS/AGSS-236) est un sous-marin à propulsion diesel-électrique de la classe Gato, le premier navire de l'United States Navy à porter le nom des silversides.
L'USS Silversides est l'un des sous-marins les plus performants du théâtre Pacifique de la Seconde Guerre mondiale, avec 23 navires coulés, totalisant plus de 90 000 tonnes de transport. Il a reçu une Presidential Unit Citation pour l'action cumulée sur quatre patrouilles et douze étoiles de bataille. Il sert actuellement de navire-musée désigné National Historic Landmark à Muskegon, dans le Michigan.

## Historique

### Première patrouille: avril à-juin 1942

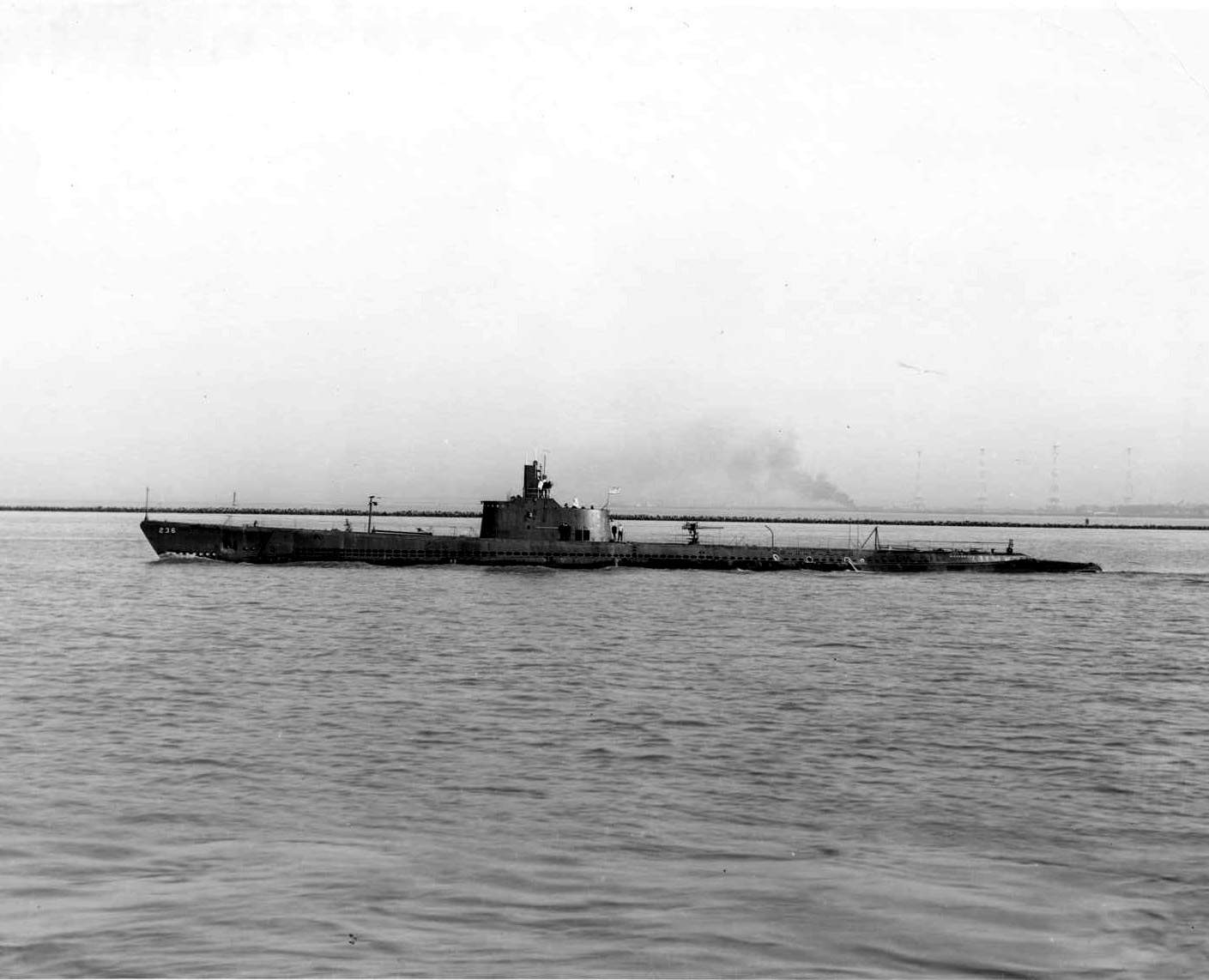
USS Silversides en 1942

Après les essais au large de la côte californienne, Silversides mit le cap sur Hawaï et arriva à Pearl Harbor le 4 avril 1942. Quittant Pearl Harbor le 30 avril, Silversides se dirigea vers les îles japonaises, dans la région du canal de Kii, pour là première de ses nombreuses patrouilles de guerre réussies. Le 10 mai, juste après 8h00 heure locale, le sous-marin a utilisé son canon de 76 mm pour endommager lourdement le bateau de garde japonais Ebisu Maru No.5.Au cours de cette action de 75 minutes, une balle de mitrailleuse ennemie a tué l'un de ses artilleurs de pont, Mike Harbin, le seul homme perdu au combat à bord du Silversides pendant la Seconde Guerre mondiale. Harbin a été enterré en mer plus tard dans la soirée. Le 13 mai, Silversides a tiré des torpilles sur un sous-marin ennemi; bien que des explosions aient été entendues, un naufrage définitif n'a pas pu être confirmé.
Le 17 mai, alors qu'il manœuvrait à travers une flotte de pêche ennemie et approchait de ses cibles, le périscope du Silversides s'empêtra dans un filet de pêche marqué par des drapeaux japonais tenus en l'air sur des poteaux de bambou. Le sous-marin a poursuivi son approche et a tiré trois torpilles sur le premier navire, un cargo de 4 000 tonnes. Pendant que ce navire coulait, le deuxième cargo a également été touché, mais son sort n'a pas pu être déterminé. Les patrouilleurs se rapprochaient alors que le sous-marin, probablement le seul sous-marin américain à attaquer en battant pavillon japonais, quittait rapidement les environs. Après avoir endommagé un cargo et un pétrolier dans la même zone, le Silversides a mis fin à sa première patrouille de guerre à Pearl Harbor le 21 juin.

### Deuxième et troisième patrouilles: juillet à novembre 1942

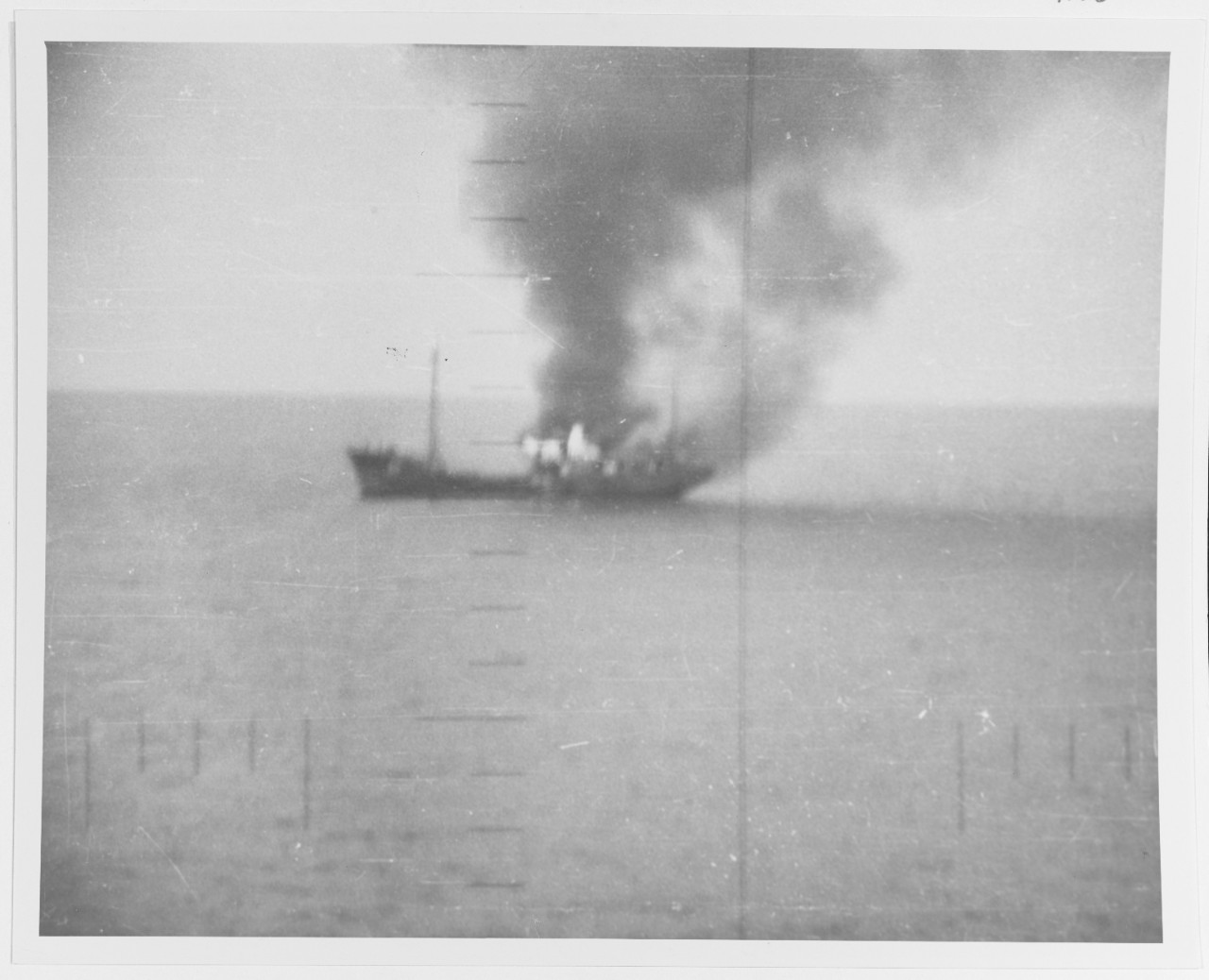
Photo périscope d'un navire japonais attaqué et endommagé par l'USS Silversides, 14 octobre 1942

La deuxième patrouille de guerre de Silversides a également été menée dans la région du canal de Kii, du 15 juillet au 8 septembre. Le 28 juillet, il a coulé un transport de 4 000 tonnes, suivi du naufrage du navire à passagers/cargo Nikkei Maru le 8 août. Il a endommagé un grand pétrolier dans la nuit du 14 août et, le 31 août, a coulé deux chalutiers ennemis avant de revenir à Pearl Harbor.
Sa troisième patrouille de guerre, menée dans les îles Carolines, n'a entraîné aucun naufrage. De graves dommages ont été causés à un gros cargo, et deux torpilles ont été observées sur un destroyer japonais ou un mouilleur de mines léger, qui ont causé un niveau de dégâts indéterminé. Il a terminé sa troisième patrouille à Brisbane, en Australie, le 25 novembre.

### Quatrième patrouille: décembre 1942 à janvier 1943
Silversides quitta Brisbane le 17 décembre 1942 et mit le cap sur la Nouvelle-Irlande pour sa quatrième patrouille. Alors qu'il était loin en mer dans la nuit du 22 décembre, le second pharmacien du sous-marin, le PM1 Thomas Moore, a réalisé une appendicectomie d'urgence réussie sur le FM2 George Platter, en utilisant de l'éther comme anesthésie et en utilisant des outils rudimentaires principalement fabriqués à partir d'ustensiles de cuisine. Avec l'opération terminée à 3h00 le 23 décembre, le sous-marin a fait surface seulement pour être immédiatement forcé d'immergé par un destroyer japonais et contraint de supporter une grave attaque de grenades sous-marines. Se croyant en sécurité, Silversides n'a fait surface que pour trouver le destroyer toujours là. De plus, un avion japonais était arrivé sur les lieux et avait largué trois bombes sur le sous-marin, endommageant gravement ses ailerons de proue et les obligeant à se verrouiller en plongée complète. Silversides a réussi à se stabiliser juste avant la profondeur d'écrasement et a finalement échappé au navire ennemi avant de refaire surface pour recharger ses batteries et effectuer des réparations d'urgence.
Alors qu'il était au large des îles Truk le 18 janvier 1943, le Silversides torpilla et coula sa plus grande cible de la guerre, le pétrolier de 10 022 tonnes Toei Maru. Deux jours plus tard, le sous-marin a connu l'un de ses jours les plus productifs de la guerre. Après avoir suivi un convoi pendant toute la journée, il s'est avancé au coucher du soleil et s'est mis à l'affût. Alors que les cibles se rapprochaient, Silversides ont tiré des torpilles sur des cibles qui se chevauchaient et ont coulé trois navires ennemis, les cargos Surabaya Maru, Somedono Maru et Meiu Maru. L'attaque avait à peine diminué lorsqu'on a découvert qu'une torpille armée était coincée dans un tube lance-torpilles avant. Comme il était impossible de désarmer la torpille, le commandant a décidé de tenter de la rallumer, une manœuvre extrêmement dangereuse. Le sous-marin a fait marche arrière à toute vitesse et a tiré. La torpille est sortie en toute sécurité du tube.
Lorsqu'une grave fuite de pétrole a été découverte plus tard dans la nuit, le sous-marin a quitté la zone de patrouille deux jours avant la date prévue et est retourné à Pearl Harbor le 31 janvier pour une révision majeure.

### Cinquième et sixième patrouilles: mai à septembre 1943
La cinquième patrouille du Silversides a commencé le 17 mai et a été menée dans la région des îles Salomon. En route vers la zone de patrouille le 28 mai, l'un des moments les plus inhabituels de la guerre s'est produit. (Déclaration dans le 5e rapport de patrouille )
Poursuivant, la mission principale du sous-marin pour cette patrouille était de poser un champ de mines dans le Steffan Strait (en), entre la Nouvelle-Hanovre et la Nouvelle-Irlande. Dans la nuit du 10 au 11 juin, il coule le cargo Hide Maru de 5 256 tonnes, mais il a dû supporter une charge de profondeur sévère. Il est revenu à Brisbane pour la remise en état le 16 juillet.
Pour sa sixième patrouille, sous le commandement du lieutenant-commandant nouvellement affecté John S. "Jack" Coye, Jr., du 21 juillet au 4 septembre, Silversides a patrouillé entre les îles Salomons et les îles Carolines. Comme il était en proie à des torpilles défectueuses et à une pénurie de cibles, il est retourné à Brisbane sans.

### Septième et huitième patrouilles: octobre 1943 - janvier 1944
Silversides a effectué sa septième patrouille de guerre à partir du 5 octobre, dans laquelle il a coulé quatre navires ennemis dans des eaux allant des Îles Salomons à la côte de la Nouvelle-Guinée. Le 18 octobre, il torpille et coule le cargo Tairin Maru et, le 24 octobre, lance une série d'attaques audacieuses pour envoyer les cargos Tennan Maru et Kazan Maru et le cargo Johore Maru au fond. Il est revenu à Pearl Harbor pour le carénage le 8 novembre.
Le Silversides patrouillait au large des îles Palaos pour sa huitième patrouille, où, le 29 décembre 1943, il dévastait un convoi ennemi de cargos, coulant le Tenposan Maru, le Shichisei Maru et le Ryuto Maru. Il a terminé sa huitième patrouille à Pearl Harbor le 15 janvier 1944.

### Neuvième et dixième patrouilles: février - juin 1944
Pour sa neuvième patrouille, le Silversides a quitté Pearl Harbor le 15 février et a mis le cap sur les eaux à l'ouest des îles Mariannes. Le 16 mars, il coule le cargo Kofuku Maru. Le reste de la patrouille était dépourvu de cibles intéressantes, le sous-marin est retourné à Fremantle, Australie, le 8 avril. '
Pendant sa dixième patrouille, encore une fois au large des îles Mariannes, Silversides a détruit six navires ennemis pour un total de plus de 14.000 tonnes. Le 10 mai, il a torpillé et coulé le cargo Okinawa Maru, suivi par le paquebot mixte Mikage Maru ; puis a envoyé la canonnière Choan Maru Number Two sous les vagues. Dix jours plus tard, il a ajouté à son score lorsqu'il a coulé une autre canonnière, le Shosei Maru de 998 tonnes. Le 29 mai, le sous-marin torpille et coule les cargos Shoken Maru et Horaizan Maru ; puis s'est dirigé vers Pearl Harbor, y arrivant le 11 juin. Deux jours plus tard, il a pris la route pour le Mare Island Navy Yard pour la révision, en revenant à Pearl Harbor le 12 septembre.

### Onzième et douzième patrouille: septembre 1944 - février 1945
Silversides est parti de Pearl Harbor le 24 septembre pour sa onzième patrouille, menée au large de Kyūshū au Japon. Bien que cette patrouille ait été improductive, il a aidé au sauvetage du sous-marin USS ' (Salmon) qui avait été gravement endommagé lors d'une charge de profondeur sévère et a été contraint de faire surface et d'essayer de s'échapper tout en combattant des escorteurs ennemies. Les éclairs des tirs ont amené Silversides sur les lieux. Il a délibérément attiré l'attention de certains escorteurs, puis a rapidement plongé pour échapper aux coups de feu. Puis les sous-marins USS Trigger (SS-237) et USS Sterlet (SS-392) se sont joints pour aider Silversides à garder Salmon et à escorter le sous-marin touché jusqu'à Saipan, arrivant le 3 novembre. Silversides a terminé sa onzième patrouille aux îles Midway le 23 novembre.
Sa douzième patrouille a commencé le 22 décembre 1944 en mer de Chine orientale. Malgré des recherches agressives, il a trouvé peu de cibles intéressantes. Cependant, lorsqu'une opportunité s'est présentée, Silversides en a pleinement profité. Le 25 janvier 1945, il torpilla le cargo Malay Maru de 4 556 tonnes. Il est revenu aux îles Midway le 12 février.

### Treizième et quatorzième patrouilles: mars à juillet 1945
Au cours de sa treizième patrouille, Silversides était membre d'un groupe d'attaque coordonné avec les sous-marins USS Hackleback (SS-295) et USS Threadfin (SS-410), patrouillant au large de Kyūshū. Bien qu'il ait de nouveau trouvé peu de cibles intéressantes, le sous-marin a réussi à endommager un gros cargo et à couler un chalutier avant de revenir à Pearl Harbor le 29 avril.
Sa quatorzième et dernière patrouille a commencé par un départ de Pearl Harbor le 30 mai. Cette patrouille a été consacrée à la station de sauvetage à l'appui des frappes aériennes sur Honshū au Japon. Le 22 juillet, il a sauvé un pilote de chasse abattu du porte-avions léger USS Independence (CVL-22), et deux jours plus tard, il a récupéré un aviateur de l'United States Army Air Forces. Il a terminé cette patrouille à Apra Harbor à Guam le 30 juillet. Le sous-marin y était en cours de carénage lorsque les hostilités avec le Japon ont pris fin le 15 août.

### Service d'après-guerre: 1945-1969
Silversides a transité par le canal de Panama le 15 septembre 1945 pour arriver à New York le 21 septembre. Après avoir rejoint New London dans le Connecticut, il est désarmé le 17 avril 1946 et placé en réserve jusqu'au 15 octobre 1947, date à laquelle il est mis en service comme navire-école pour l'United States Navy Reserve à Chicago. Après une révision de 1949, il est resté à Chicago pour soutenir la formation de la Réserve navale en tant que navire-école stationnaire pour le reste de son service.
La dernière fois que le Silverside a été mis en cale sèche, c'était après la guerre, en 1949, lorsque le sous-marin est entré dans la flotte de réserve et que ses hélices en laiton massif ont été retirées.
Le 6 novembre 1962, le Silversides a été reclassé comme sous-marin auxiliaire avec le symbole de classification de coque AGSS-236, et le 30 juin 1969, son nom a été rayé du Naval Vessel Register. La chambre de commerce du sud de Chicago a rapidement demandé au département de la Marine des États-Unis la garde de Silversides afin de la préserver en tant que mémorial.

### 1973 à aujourd'hui

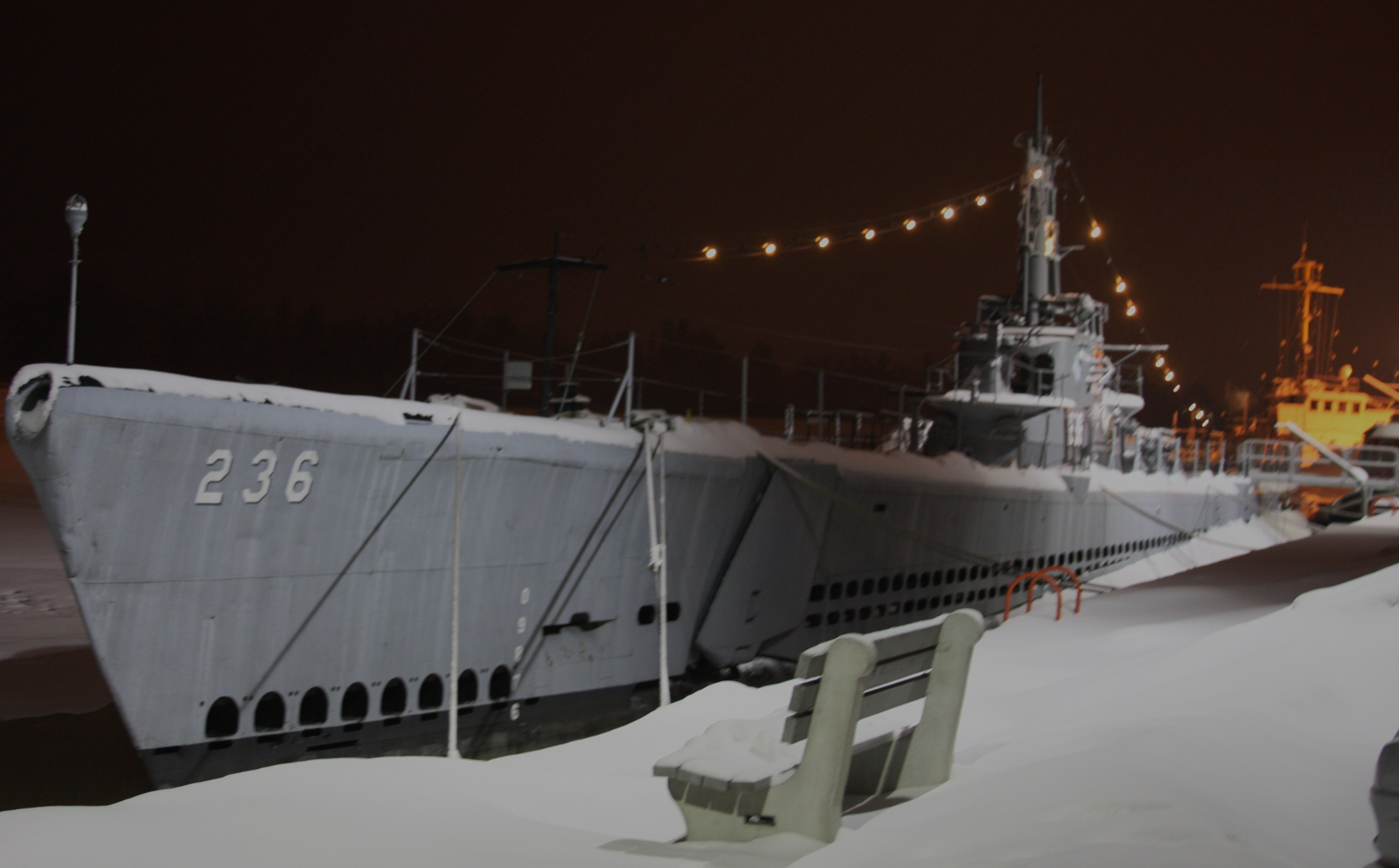
Silversides, un hiver dans le Michigan à Muskegon, le 26 janvier 2008

Silversides est devenu une partie de la Combined Great Lakes Navy Association à Chicago, Illinois, derrière le Chicago's Naval Armory le 24 mai 1973. Pendant des années, le sous-marin a été entretenu par un petit équipage de bénévoles dévoués, attirés par son histoire illustre et ses merveilles techniques.
Il a été déplacé à Navy Pier en 1979. En juillet, le premier moteur principal, le no 3, a été ramené à la vie pour la première fois depuis 1946. Le moteur n°4 a été restauré à temps pour la 1984 US Submarine Veterans of World War II convention. En 1987, le sous-marin a été déplacé à Muskegon dans le Michigan pour servir de pièce maîtresse du nouveau Great Lakes Naval Memorial & Museum.
En 2004, 55 ans après la dernière mise en cale sèche de Silversides, le musée et deux organisations d'anciens combattants sous-mariniers ont formé un fonds « Save the Silversides » en sollicitant des dons déductibles d'impôt en s'inspirant des plans de révision en cale sèche de l'USS Cobia (SS-245), un mémorial à Manitowoc dans le Wisconsin.

### Production du film
Silversides a été utilisé pour des scènes extérieures dans le film de 2002 Abîmes pour représenter le fictif USS Tiger Shark. Il a été remorqué sur le lac Michigan pour le tournage.

### Récompenses
- Presidential Unit Citation
- 12 Battle star

Silversides est officiellement crédité du naufrage de 23 navires, le troisième sous-marin allié de la Seconde Guerre mondiale, derrière seulement l'USS Tang (SS-306) et l'USS Tautog (SS-199). Le tonnage des navires coulés par Silversides s'élevait à 90.080 tonnes, se classant parmi les cinq premiers pour le tonnage coulé par un sous-marin américain pendant la guerre. Jugé par le Joint Army-Navy Assessment Committee (JANAC), Silversides a le record de combat le plus prolifique de tous les sous-marins américains encore existants. D'autres sources affirment que le Silverside a coulé 31 navires totalisant 100.685 tonnes pendant la Seconde Guerre mondiale.

### USS Silversides Submarine Museum
Ouvert à l'origine sous le nom de Great Lakes Naval Memorial & Museum, le musée est maintenant connu sous le nom de USS Silversides Submarine Museum, qui comprend également l'USCGC  McLane (WSC-146) (un garde-côte américain) et un bâtiment de musée.
Le personnel du musée démarre les moteurs Fairbanks Morse de l'USS Silversides jusqu'à six fois par an afin de maintenir les moteurs en bonne santé.
Il a été classé au registre national des lieux historiques le 18 octobre 1972  et nommé National Historic Landmark le 14 janvier 1962.

## Galerie

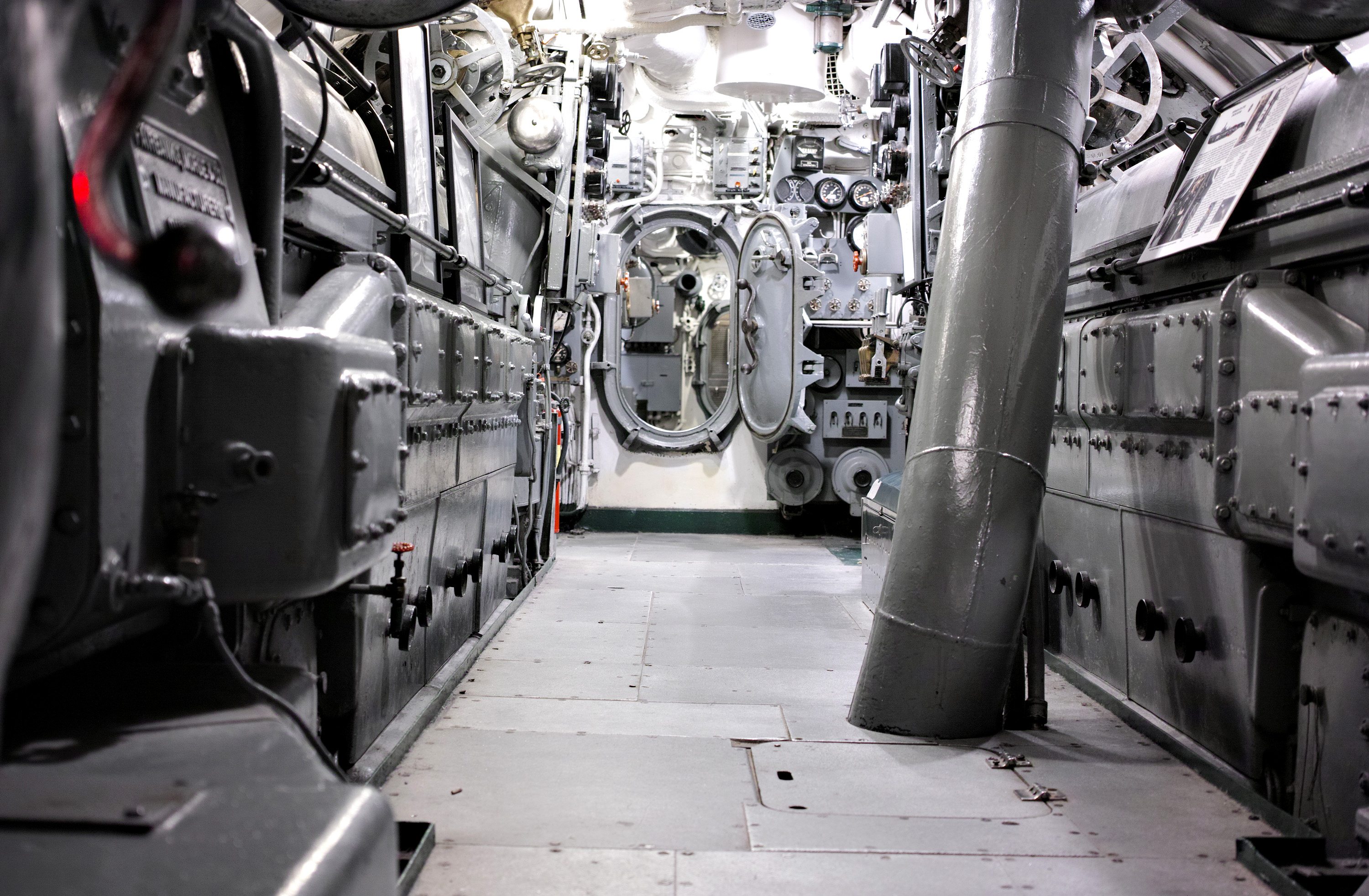
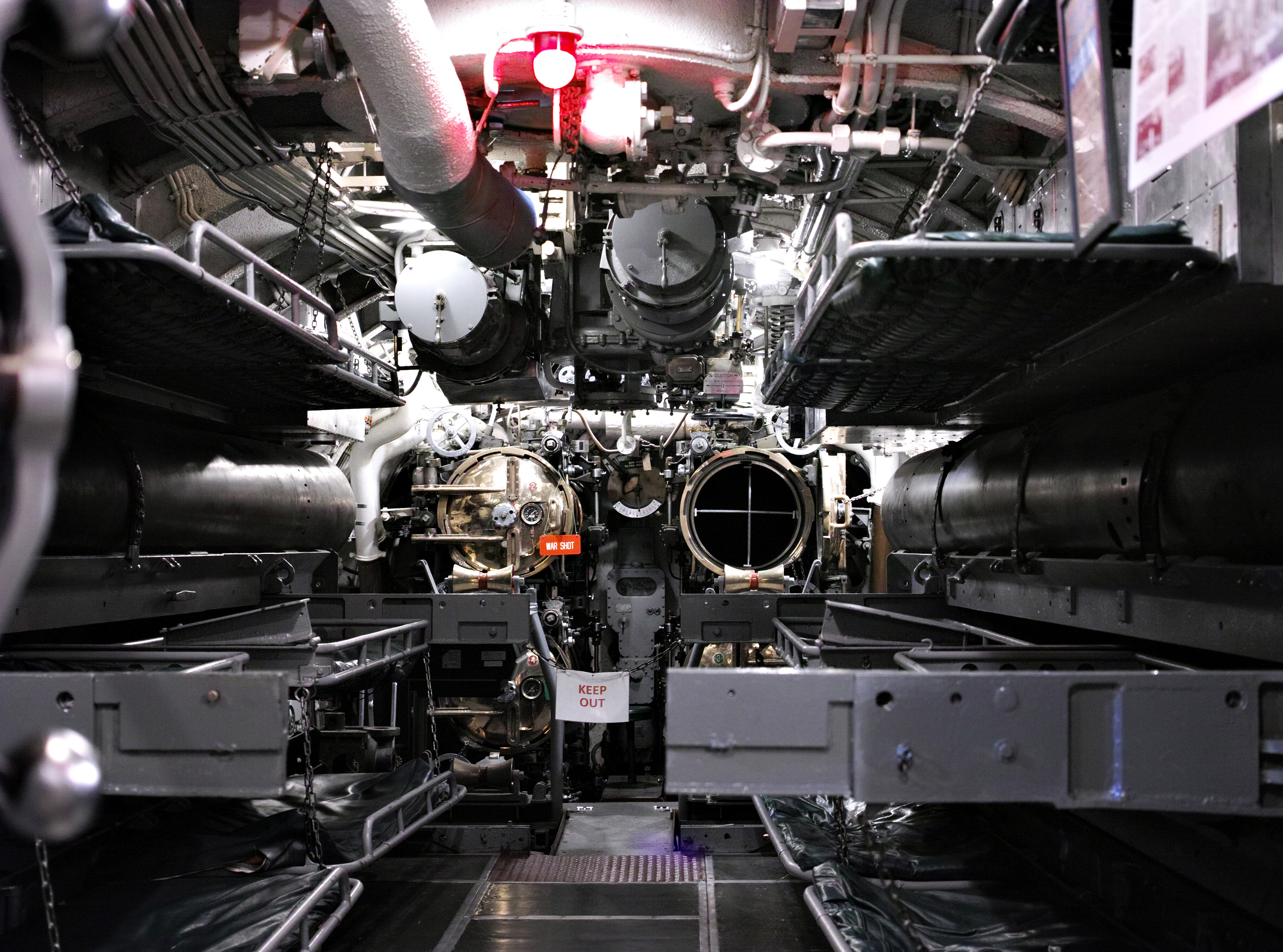
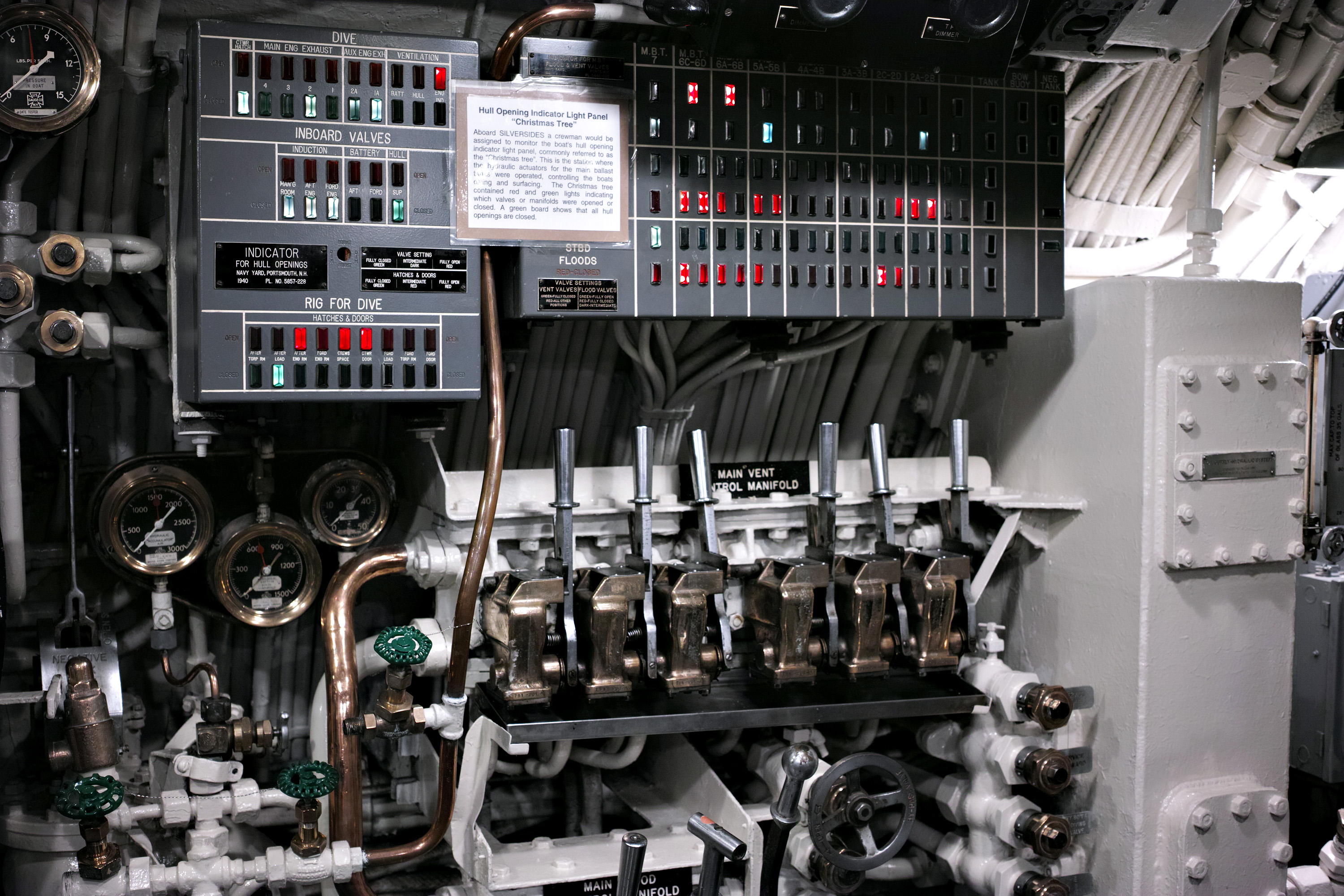
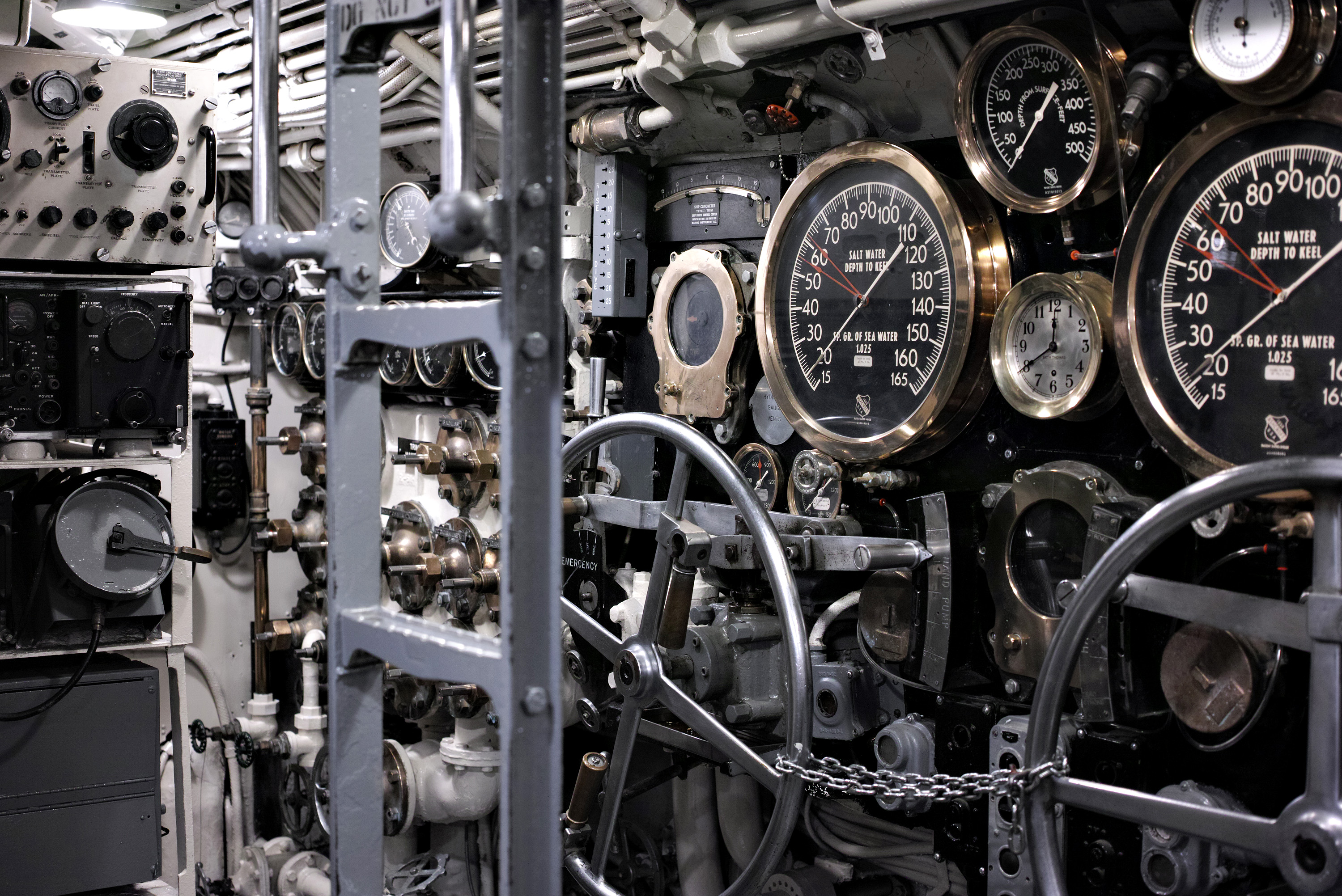
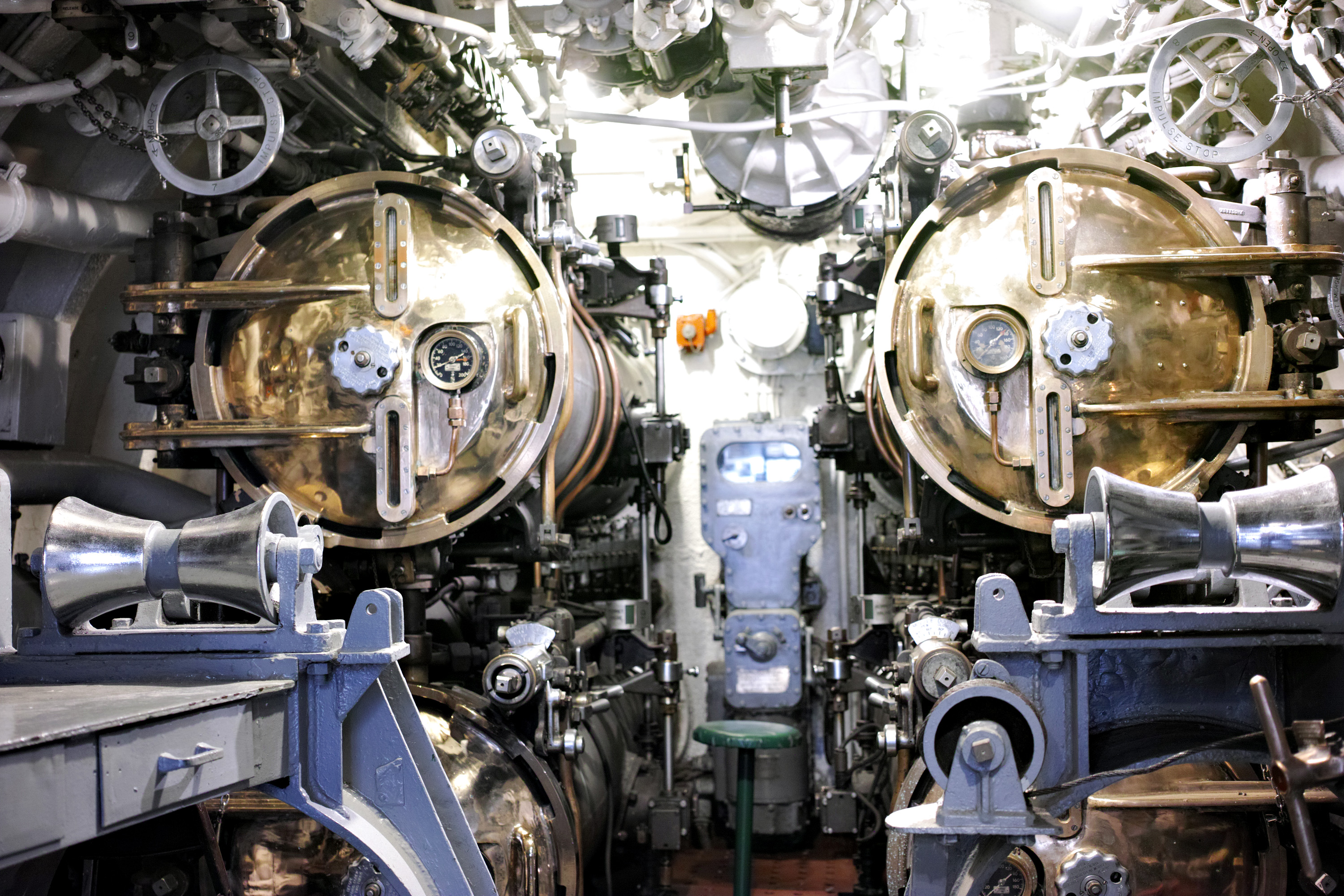
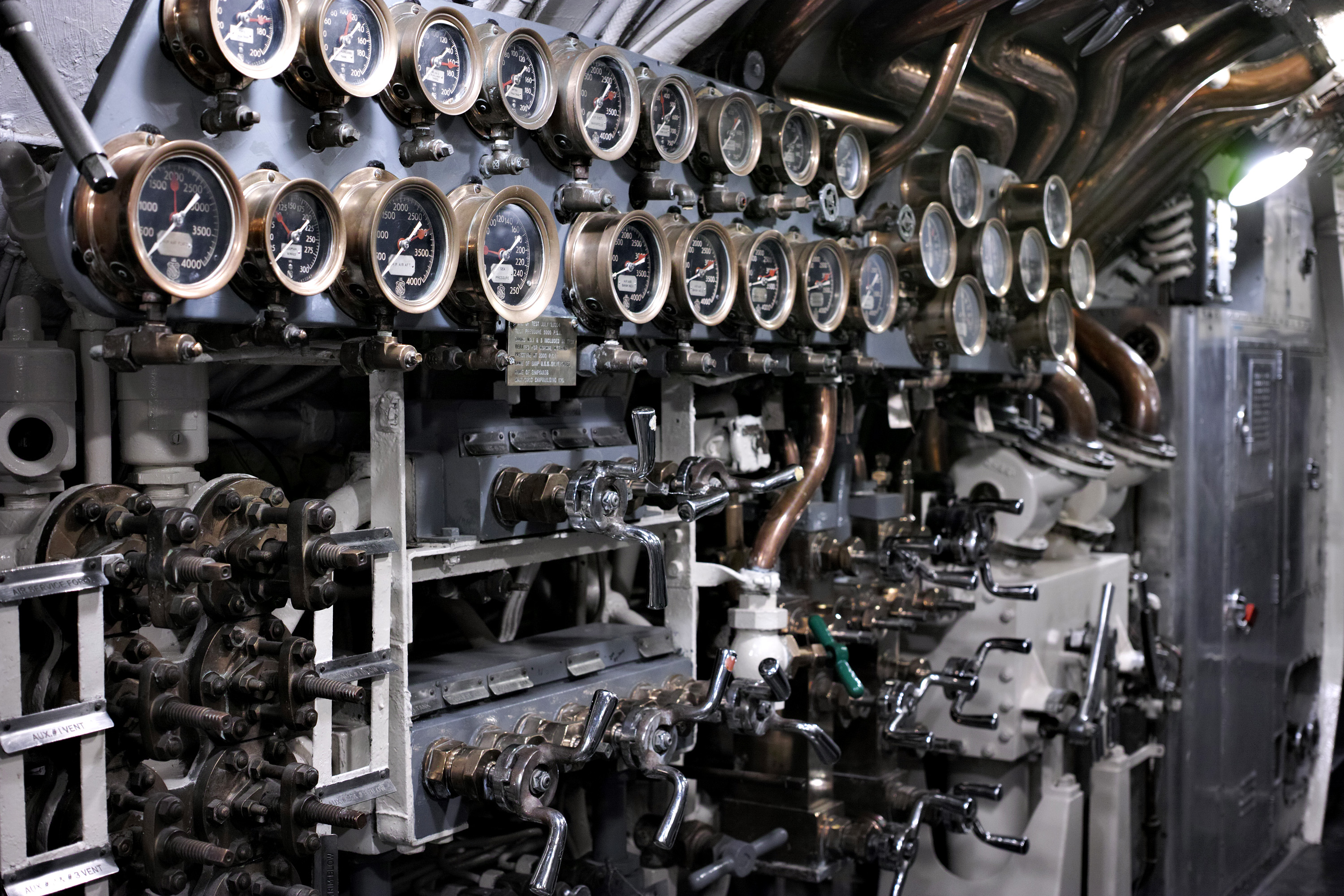